# موريارتي الوطني
موريارتي الوطني (باليابانية: 憂国のモリアーティ، بالروماجي: Yūkoku no Moriāti)، سلسلة مانغا غموض يابانية من كتابة «ريوسكي تاكيوتشي» ورسوم «هيكارو ميوشي»، مقتبسة من سلسلة روايات شارلوك هولمز لآرثر كونان دويل، تتناول قصة سابقة للأحداث تركز على فترة شباب عدو شارلوك وعبقري الرياضيات جيمس موريارتي، تم إنتاج مسلسل أنمي تلفزيوني لهذه المانغا من قبل إستوديو «برودكشن آي جي» وقُسم إلى جزأين عرض الأول بين أكتوبر وديسمبر من عام 2020، بينما تم عرض الثاني بين أبريل ويونيو 2021.

## القصة
في أواخر القرن التاسع عشر، حينما أصبحت الإمبراطورية البريطانية قوة عظمى، ساد فيها نظام طبقي جائر حيث لا يملك المواطن العادي فرصة ليرتقي بنجاح إلى الطبقة العليا التي يحكمهم منها النبلاء الجاحدين، بعد أن تبنى آلبرت موريارتي إثنين من الأيتام، ويليام ولويس علم أنهما يشتركان معه في كره طبقة النبلاء الفاسدة، ويليام أو كما يطلق على نفسه لقب «مستشار الجريمة» يخطط مع آلبرت ولويس لقتل شقيق آلبرت الحقيقي وحرق ممتلكات العائلة ثم بدء حياة جديدة معاً يعملون فيها بوسائل غير قانونية لتدمير النظام الطبقي الجائر الذي ساد في البلاد لقرون، وأثناء تنفيذ إدى مخططاتهم الكبيرة لإغتيال أحد النبلاء ممن يعذبون عامة الناس، واجه ويليام جيمس موريارتي شارلوك هولمز العبقري والذي يتمكن من إدراك وجود طرف ثالث في عملية القتل، لذا يبدأ جيمس بالتخطيط لجرائم يختبر من خلالها قدرات شارلوك.

## الشخصيات
ويليام جيمس موريارتي (ウィリアム・ジェームズ・モリアーティ، Uiriamu Jēmuzu Moriāti)
أداء صوتي: سوما سايتو، شيزوكا إيشيغامي (الطفل)
الأخ الأوسط في عائلة موريارتي، يصف نفسه «مستشار الجريمة»، يملك ذكاء خارق يستعمله ليخطط لجرائم كاملة تستهدف الفاسدين من النبلاء كوسيلة لتحقيق حلمه بالقضاء على النظام الطبقي وإعادة هيكلة المجتمع، يساعد ضحايا جرائم النبلاء ليحققوا إنتقامهم منهم ويرتب لهم خطط لجرائم كاملة دون ترك أي أدلة خلفهم، تربى ويليام أصلاً كيتيم قبل أن يتبناه آلبرت ليتخذ هويته «كمستشار للجريمة».
آلبرت جيمس موريارتي (アルバート・ジェームズ・モリアーティ، Arubāto Jēmuzu Moriāti)
أداء صوتي: تاكويا ساتو
أكبر أخوة عائلة موريارتي، والوحيد من عائلة موريارتي بالنسب، قام بتبني ويليام ولويس بعد أن رأى تصرفات عائلته السيئة ضد الطبقة العامة، ليؤمن بأحلام ويليام ويعمل معه على خلق مجتمع أفضل.
لويس جيمس موريارتي (ルイス・ジェームズ・モリアーティ، Ruisu Jēmuzu Moriāti)
أداء صوتي: تشياكي كوباياشي، ناو توياما (الطفل)
أصغر أخوة عائلة موريارتي، تربى كيتيم مع وليام، يعاني من مرض غير معروف وكان يواجه الموت حتى تكفل بعلاجه والد آلبرت وإجراء جراحة له ليشفى منه تماماً، يُسخّر نفسه لخدمة ويليام وتلبية كافة طلباته.
شارلوك هولمز (シャーロック・ホームズ، Shārokku Hōmuzu)
أداء صوتي: ماكوتو فوروكاوا
خصم موريارتي، يعمل مع السكوتلاند يارد في حل القضايا الصعبة ويلقب بـ«مستشار التحري».
جون واتسون (ジョン・H・ワトソン، Jon H Watoson)
أداء صوتي: يوكي أونو
جندي سابق وطبيب عسكري شارك في الحرب الأفغانية الأولى، وشريك شارلوك بالسكن يساعده في حل القضايا.
فريد بورلوك (フレッド・ポーロック، Fureddo Pōrokku)
أداء صوتي: يوتو أويمورا
أحد أتباع ويليام، خبير في التنكر وفنون القتال ولقتل بالسكاكين والأسلحة النارية، يأخذ دور الجاسوس ليجمع المعلومات لويليام، نادراً ما يتكلم إذا لم يملك معلومات يقدمها، على الرغم من شخصيته إلا أنه بالحقيقة لطيف خاصة عندما يتعلق الأمر بالأطفال، ويكره أن يكون الأطفال ضحايا للجرائم.
سيباستيان موران (セバスチャン・モラン، Sebasuchan Moran)
أداء صوتي: ساتوشي هينو
أحد أتباع ويليام، جندي سابق ترك الجيش بعد أن إنجر إلى عالم الجريمة، خبير في الأسلحة النارية وخاصة البنادق يصيب أهدافه بدقة من مسافات كبيرة، يلعب دور جندي ويليام الخاص وحارسه الشخصي، وأعرب عن إستعداده للتضحية بحياته لتحقيق رغبات ويليام في إنشاء مجتمع أفضل.
مايكروفت هولمز (マイクロフト・ホームズ، Maikurofuto Hōmuzu)
أداء صوتي: هيروكي ياسوموتو
شقيق شارلوك الأكبر.
إريني ادلر (アイリーンアドラー، Airīn'adorā) / جيمس بوند (ジェームズ・ボンド Bondo Jēmuzu)
أداء صوتي: يوكو هيكاسا
تعمل مع هولمز وموريارتي، محترفة بالتنكر المغاير والتجسس.
جاك رينفيلد (ジャック・レンフィールド، Jakku Renfīrudo)
أداء صوتي: ناويا أوتشيدا
فون هيردر (フォン・ヘルダー، Fon Herudā)
أداء صوتي: كوسكي توريومي
زاك باترسون (ザック・パターソン، Zach Patterson)
أداء صوتي: توكويوشي كاواشيما
تشارلز أوغاستس ميلفرتون (チャールズ・オーガスタス・ミルヴァートン، Chyāruzu Ōgasutasu Mirubāton)
أداء صوتي: كينجي نوجيما

## وسائل إعلام

### المانغا
سلسلة المانغا من كتابة «ريوسكي تاكينوتشي» ورسوم «هيكارو ميوشي» بدأت بالصدور في 4 أغسطس 2016، في مجلة الشونين (جمب سكوير) التي تصدر عن دار نشر شويشا، وحتى أبريل 2021 تم جمعها في 14 مجلد تانكوبون، وتم ترخيصها في أمريكا الشمالية من قبل فيز ميديا.

#### قائمة المجلدات
| م. | الإصدار الياباني | الإصدار الياباني       | الإصدار الإنجليزي | الإصدار الإنجليزي      |
| م. | تاريخ الإصدار    | ردمك                   | تاريخ الإصدار     | ردمك                   |
| -- | ---------------- | ---------------------- | ----------------- | ---------------------- |
| 1  | 4 نوفمبر 2016    | ISBN 978-4-08-880857-4 | 6 أكتوبر 2020     | ISBN 978-1-97-471715-6 |
| 2  | 3 مارس 2017      | ISBN 978-4-08-881031-7 | 5 يناير 2021      | ISBN 978-1-97-471935-8 |
| 3  | 4 يوليو 2017     | ISBN 978-4-08-881123-9 | 6 أبريل 2021      | ISBN 978-1-97-471936-5 |
| 4  | 2 نوفمبر 2017    | ISBN 978-4-08-881166-6 | 6 يوليو 2021      | ISBN 978-1-97-471050-8 |
| 5  | 2 مارس 2018      | ISBN 978-4-08-881365-3 | 5 أكتوبر 2021     | ISBN 978-1-97-472084-2 |
| 6  | 4 يوليو 2018     | ISBN 978-4-08-881424-7 | —                 | —                      |
| 7  | 2 نوفمبر 2018    | ISBN 978-4-08-881627-2 | —                 | —                      |
| 8  | 4 مارس 2019      | ISBN 978-4-08-881766-8 | —                 | —                      |
| 9  | 4 يوليو 2019     | ISBN 978-4-08-881889-4 | —                 | —                      |
| 10 | 1 نوفمبر 2019    | ISBN 978-4-08-882109-2 | —                 | —                      |
| 11 | 4 مارس 2020      | ISBN 978-4-08-882233-4 | —                 | —                      |
| 12 | 3 يوليو 2020     | ISBN 978-4-08-882360-7 | —                 | —                      |
| 13 | 4 نوفمبر 2020    | ISBN 978-4-08-882482-6 | —                 | —                      |
| 14 | 2 أبريل 2021     | ISBN 978-4-08-882601-1 | —                 | —                      |
| 15 | 4 أغسطس 2021     | ISBN 978-4-08-882741-4 | —                 | —                      |

### مسرحيات
تم إطلاق عرضين موسيقيين مسرحيين لهذه المانغا في اليابان بين عامي 2019 و2020.

### الأنمي
أعلن في حدث (جمب فيستا 20) يوم 22 ديسمبر 2019، عن إنتاج أنمي تلفزيوني لمانغا «موريارتي الوطني» من إخراج «كازويا نومورا» في إستوديو «برودكشن آي جي» مع «تورو أوكوبو» في تصميم الشخصيات وإخراج الأنيمشن، عمل على النصوص كل من "غو زابّا [الإنجليزية]" و«تاكو كيشيموتو»، بينما تولت الموسيقى «أسامي تاتشيبانا».
أغنية مقدمة الجزء الأول من الأنمي بعنوان «أمنية تموت؛ DYING WISH» وأغنية مقدمة الجزء الثاني «قلوب ملتفة؛ TWISTED HEARTS» من أداء تاسوكو هاتاناكا، بينما أغنية نهاية الجزء الأول بعنوان «ألفا؛ ALPHA» وأغنية نهاية القسم الثاني «أوميغا؛ OMEGA» من أداء «مؤسسة ستيريو دايف؛ STEREO DIVE FOUNDATION».
تم ترخيص الأنمي من قبل "ميوس للإتصالات [الإنجليزية]" في مناطق جنوب وجنوب شرق آسيا وعرض على قناة «ميوس اسيا» على اليوتيوب، بينما تولت شركة «فنميشن» عرضه على الإنترنت في أمريكا الشمالية والجزر البريطانية.
الأنمي المتكون من 24 حلقة قُسم إلى جزأين، عرض الأول منه بـ «11 حلقة» رسمياً في 11 أكتوبر وإنتهى في 20 ديسمبر 2020، بينما الثاني المتكون من 13 حلقة بدأ عرضه يوم 4 أبريل وإنتهى يوم 27 يونيو 2021.

#### قائمة الحلقات
| الجزء 1      |                                          |                                                                             |                                 |                 |                               |                    |        |
| 1            | «جريمة الكونت»                           | 伯爵の犯罪 (Hakushaku no Hanzai)                                            | كازويا نومورا                   | غو زابّا         | كازويا نومورا                 | 11 أكتوبر 2020 (أ) | [ 46 ] |
| 2            | «عين قرمزية الفصل الأول»                 | 緋色の瞳 第一幕 (Hiiro no Hitomi Daiichimaku)                               | دايكي كاتوه                     | غو زابّا         | كازويا نومورا                 | 18 أكتوبر 2020     | [ 47 ] |
| 3            | «عين قرمزية الفصل الثاني»                | 緋色の瞳 第二幕 (Hiiro no Hitomi Dainimaku)                                 | شينغو أوتشيدا                   | غو زابّا         | كازويا نومورا                 | 25 أكتوبر 2020     | [ 48 ] |
| 4            | «نوع نادر»                               | 希少な種 (Kishōna Tane)                                                     | ميتشيرو إتابيساشي               | غو زابّا         | سايو أوي                      | 1 نوفمبر 2020      | [ 49 ] |
| 5            | «راقصة فوق الجسر»                        | 橋の上の踊り子 (Hashi no Ue no Odoriko)                                     | أسامي ناكاتاني                  | غو زابّا         | أسامي ناكاتاني                | 8 نوفمبر 2020      | [ 50 ] |
| 6            | «جريمة النوحية الفصل الأول»              | ノアティック号事件 第一幕 (Noatikku Gōjiken Daiichimaku)                    | كازوكي يوكوياما                 | غو زابّا         | كازوكي يوكوياما               | 15 نوفمبر 2020     | [ 51 ] |
| 7            | «جريمة النوحية الفصل الثاني»             | ノアティック号事件 第二幕 (Noatikku Gōjiken Dainimaku)                      | كاتسويا شيغيهارا                | غو زابّا         | كاتسويا شيغيهارا              | 22 نوفمبر 2020     | [ 52 ] |
| 8            | «تحقيق شارلوك الفصل الأول»               | シャーロック・ホームズの研究 第一幕 (Shārokku Hōmuzu no Kenkyū Daiichimaku) | شينتارو إتوغا                   | غو زابّا         | تومومي كاميا                  | 29 نوفمبر 2020     | [ 53 ] |
| 9            | «تحقيق شارلوك الفصل الثاني»              | シャーロック・ホームズの研究 第二幕 (Shārokku Hōmuzu no Kenkyū Dainimaku)   | دايكي كاتوه                     | غو زابّا         | تومومي كاميا                  | 6 ديسمبر 2020      | [ 54 ] |
| 10           | «متحريان الفصل الأول»                    | 二人の探偵 第一幕 (Futari no Tantei Daiichimaku)                            | شينتارو إتوغا                   | غو زابّا         | ناوكي أراكاوا                 | 13 ديسمبر 2020     | [ 55 ] |
| 11           | «متحريان الفصل الثاني»                   | 二人の探偵 第二幕 (Futari no Tantei Dainimaku)                              | ميتشيرو إتابيساشي               | غو زابّا         | ناوكي أراكاوا                 | 20 ديسمبر 2020     | [ 56 ] |
| الجزء 2      |                                          |                                                                             |                                 |                 |                               |                    |        |
| 12           | «فضيحة إمبراطورية بريطانيا الفصل الأول»  | 大英帝国の醜聞 第一幕 (Daiei Teikoku no Shūbun Daiichimaku)                 | يوشيتاكا ناغاوكا                | تاكو كيشيموتو   | هيروتاكا موري                 | 4 أبريل 2021 (ب)   | [ 57 ] |
| 13           | «فضيحة إمبراطورية بريطانيا الفصل الثاني» | 大英帝国の醜聞 第二幕 (Daiei Teikoku no Shūbun Dainimaku)                   | كاتسويا شيغيهارا                | تاكو كيشيموتو   | هيروتاكا إيندو                | 11 أبريل 2021      | [ 58 ] |
| 14           | «فضيحة إمبراطورية بريطانيا الفصل الثالث» | 大英帝国の醜聞 第三幕 (Daiei Teikoku no Shūbun Daisanmaku)                  | هارُو أوكُنو                      | تاكو كيشيموتو   | هارُو أوكُنو                    | 18 أبريل 2021      | [ 59 ] |
| 15           | «شبح وايتشابل الفصل الأول»               | ホワイトチャペルの亡霊 第一幕 (Howaito Chaperu no Bōrei Daiichimaku)        | دايكي كاتوه                     | فوكا إشِي        | كازويا نومورا دايكي كاتوه     | 25 أبريل 2021      | [ 60 ] |
| 16           | «شبح وايتشابل الفصل الثاني»              | ホワイトチャペルの亡霊 第二幕 (Howaito Chaperu no Bōrei Dainimaku)          | كازوكي يوكوياما                 | هيساشي كوباياشي | كازوكي يوكوياما               | 2 مايو 2021        | [ 61 ] |
| 17           | «مقطوعة جنون السكوتلانديارد»             | スコットランドヤード狂騒曲 (Sukottorando Yādo Kyōsō Kyoku)                  | تازومي موكي-ياما                | ناغيكو أوهارا   | تاكا-أكي إشياما               | 9 مايو 2021        | [ 62 ] |
| 18           | «تاجر لندن»                              | ロンドンの証人 (Rondon no Shōnin)                                           | أسامي ناكاتاني                  | يوكي تاكاباياشي | أسامي ناكاتاني                | 16 مايو 2021       | [ 63 ] |
| 19           | «فارس لندن الفصل الأول»                  | ロンドンの騎士 第一幕 (Rondon no Kishi Daiichimaku)                         | ناوكي موراتا                    | يوكي تاكاباياشي | كازويا نومورا                 | 23 مايو 2021       | [ 64 ] |
| 20           | «فارس لندن الفصل الثاني»                 | ロンドンの騎士 第二幕 (Rondon no Kishi Dainimaku)                           | كاتسويا شيغيهارا تشيهيرو كومانو | تاكو كيشيموتو   | كازويا نومورا                 | 30 مايو 2021       | [ 65 ] |
| 21           | «التوقيع الرابع»                         | 四つの署名 (Yottsu no Shomei)                                               | دايكي كاتوه                     | تاكو كيشيموتو   | كازويا نومورا                 | 6 يونيو 2021       | [ 66 ] |
| 22           | «المجرمان»                               | 犯人は二人 (Hannin wa Futari)                                               | ناوكي موراتا                    | تاكو كيشيموتو   | تاكا-أكي إشياما كازويا نومورا | 13 يونيو 2021      | [ 67 ] |
| 23           | «القضية الأخيرة الفصل الأول»             | 最後の事件 第一幕 (Saigo no Jiken Daiichimaku)                              | هارُو أوكُنو                      | تاكو كيشيموتو   | كازويا نومورا                 | 20 يونيو 2021      | [ 68 ] |
| 24 (الأخيرة) | «القضية الأخيرة الفصل الثاني»            | 最後の事件 第二幕 (Saigo no Jiken Dainimaku)                                | كازويا نومورا                   | تاكو كيشيموتو   | كازويا نومورا                 | 27 يونيو 2021      | [ 69 ] |

## هوامش
- أ: حصلت الحلقة على عرض مسبق يوم 11 سبتمبر 2020.[70]
- ب: حصلت هذه الحلقة على عرض مسبق يوم 28 مارس 2021 من قبل مؤسسة فنميشن.[71]